# MTV Europe Music Awards 2013
Les MTV Europe Music Awards 2013, dont il s'agit de la vingtième édition, se dérouleront le 10 novembre 2013 au Ziggo Dome d'Amsterdam. La cérémonie a été présentée par Redfoo du groupe LMFAO.

## Awards internationaux
Les gagnants sont en gras.

### Meilleure chanson
- Bruno Mars — "Locked Out of Heaven"
- Daft Punk (featuring Pharrell Williams) — "Get Lucky"
- Macklemore et Ryan Lewis (featuring Wanz) — "Thrift Shop"
- Rihanna — "Diamonds"
- / Robin Thicke (featuring T.I. & Pharrell Williams) — "Blurred Lines"

### Meilleure artiste féminine
- Katy Perry
- Lady Gaga
- Miley Cyrus
- Selena Gomez
- Taylor Swift

### Meilleur artiste masculin
- Bruno Mars
- Eminem
- Jay-Z
- Justin Bieber
- Justin Timberlake

### Meilleur Concert
- Beyoncé
- Green Day
- Justin Timberlake
- P!nk
- Taylor Swift

### Révélation 2013
- Bastille
- Icona Pop
- Imagine Dragons
- Macklemore & Ryan Lewis
- Rudimental

### Meilleur clip
- Justin Timberlake — "Mirrors"
- Lady Gaga — "Applause"
- Miley Cyrus — "Wrecking Ball"
- / Robin Thicke (featuring T.I. & Pharrell Williams) — "Blurred Lines"
- Thirty Seconds to Mars — "Up in the Air"

### Meilleur artiste pop
- Justin Bieber
- Katy Perry
- Miley Cyrus
- / One Direction
- Taylor Swift

### Meilleur artiste rock
- Black Sabbath
- Green Day
- Kings Of Leon
- Queens of the Stone Age
- The Killers

### Meilleur artiste alternatif
- Arctic Monkeys
- Fall Out Boy
- Franz Ferdinand
- Paramore
- Thirty Seconds to Mars

### Meilleur artiste hip-hop
- Drake
- Eminem
- Jay-Z
- Kanye West
- Macklemore & Ryan Lewis

### Meilleur artiste électro
- Afrojack
- Avicii
- Calvin Harris
- Daft Punk
- Skrillex

### Meilleur look
- Harry Styles
- Justin Timberlake
- Lady Gaga
- Rihanna
- / Rita Ora

### Meilleur artiste MTV PUSH
- ASAP Rocky
- Iggy Azalea
- Bastille
- Icona Pop
- Imagine Dragons
- Karmin
- Austin Mahone
- Bridgit Mendler
- Tom Odell
- Rudimental
- Twenty One Pilots

### Meilleur World Stage
- The Black Keys
- Fun
- Garbage
- Green Day
- Jessie J
- Alicia Keys
- The Killers
- Linkin Park
- Macklemore & Ryan Lewis
- Jason Mraz
- No Doubt
- / Rita Ora
- Paramore
- / Robin Thicke
- Snoop Lion

### Meilleur fan base
- Justin Bieber
- Lady Gaga
- / One Direction
- Thirty Seconds to Mars
- Tokio Hotel

### Global Icon Award
- Eminem

## Awards régionaux

### Meilleur artiste UK & Ireland
- Ellie Goulding
- Calvin Harris
- Olly Murs
- /  One Direction
- Rudimental

### Meilleur artiste danois
- Jimilian
- / Medina
- Nik & Jey
- Panamah
- Shaka Loveless

### Meilleur artiste finlandais
- Isac Elliot
- Anna Puu
- Elokuu
- Haloo Helsinki!
- Mikael Gabriel

### Meilleur artiste norvégien
- / Admiral P
- Nico & Vinz
- Madcon
- Maria Mena
- Truls

### Meilleur artiste suédois
- Avicii
- Icona Pop
- John de Sohn
- / Medina
- Sebastian Ingrosso

### Meilleur artiste néerlandais
- Afrojack
- Kensington (en)
- Armin van Buuren
- Nicky Romero
- Nielson (en)

### Meilleur artiste italien
- Marco Mengoni
- Emma Marrone
- Fedez
- Max Pezzali
- Salmo

### Meilleur artiste allemand
- Lena
- Frida Gold
- Cro
- Sportfreunde Stiller
- Tim Bendzko

### Meilleur artiste belge
- Lazy Jay
- Netsky
- Ozark Henry
- Stromae
- Trixie Whitley

### Meilleur artiste français
- C2C
- Daft Punk
- Maître Gims
- Shaka Ponk
- / Tal

### Meilleur artiste polonais
- Kamil Bednarek
- Dawid Podsiadlo
- Donatan
- Ewelina Lisowska
- Margaret

### Meilleur artiste espagnol
- Auryn
- Pablo Alborán
- Anni B Sweet
- Fangoria
- Lori Meyers

### Meilleur artiste russe
- Zemfira
- Nyusha
- Basta
- Ivan Dorn
- Yolka

### Meilleur artiste roumain
- Smiley
- Antonia Iacobescu
- Corina
- Loredana Groza
- What's Up

### Meilleur artiste portugais
- Felipe Pinto
- Monica Ferraz

### Meilleur artiste australien
- Cody Simpson
- Iggy Azalea
- Empire of the Sun
- Flume
- / Tim Omaji

### Meilleur artiste néo-zélandais
- Lorde
- David Dallas
- Shapeshifting
- / Stan Walker
- The Naked and Famous

### Meilleur artiste brésilien
- Emicida
- Fresno
- P9
- Pollo
- Restart

### Meilleur artiste du Nord de l'Amérique latine
- Danna Paola
- Jesse & Joy
- / Paty Cantú
- León Larregui
- Reik

### Meilleur artiste du Centre de l'Amérique latine
- Anna Carina
- Cali & El Dandee
- Javiera Mena
- Maluma
- Pescao Vivo

### Meilleur artiste du Sud de l'Amérique latine
- Argentine Airbag[2]
- Argentine Illya Kuryaki and the Valderramas
- Uruguay No Te Va Gustar
- Argentine Rayos Laser
- Argentine Tan Biónica